# Porter bałtycki

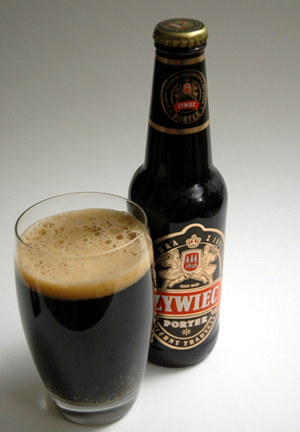
Żywiec Porter, najstarszy dostępny na polskim rynku porter bałtycki

Porter bałtycki – ciemne piwo dolnej fermentacji warzone z kombinacji słodów jasnych i ciemnych. Przez Beer Judge Certification Program (BJCP) klasyfikowane w kategorii Europejskie Piwa Mocne wspólnie z bockiem i doppelbockiem.

## Geneza gatunku
Porter bałtycki wykształcił się w krajach basenu Morza Bałtyckiego i Rosji jako miejscowy zamiennik importowanego w XVIII wieku z Wielkiej Brytanii stoutu cesarskiego – tj. najmocniejszej ówczesnej odmiany porteru angielskiego.
Wobec wprowadzenia na początku XIX wieku przez Napoleona blokady kontynentalnej wymierzonej w gospodarkę Zjednoczonego Królestwa, na rynku wschodnioeuropejskim zabrakło mocnego, rozgrzewającego piwa na okres zimowy. Zaczęto wówczas warzyć piwo na wzór angielskiego mocnego imperial stoutu, stosując jednak metody produkcyjne podobne do stosowanych przy wytwarzaniu niemieckiego bocka (koźlaka).
Nazwa porteru bałtyckiego mimo niewątpliwego pokrewieństwa w zestawieniu z oryginalnym porterem angielskim może być myląca ze względu na różny charakter obu stylów piwnych. Angielski brown porter na przestrzeni dziejów stracił wiele ze swej oryginalnej mocy, podczas gdy porter bałtycki jest kontynuatorem jego historycznie najmocniejszych odmian. Z tego względu BJCP dopuszcza, aby do produkcji porterów bałtyckich używać drożdży górnej fermentacji, mimo że oryginalnie jest to piwo typu lager, tj. dolnej fermentacji.

## Charakterystyka
| Gęstość początkowa | Gęstość końcowa | Goryczka  | Barwa piwa          | Zawartość alkoholu (objętościowo) |
| ------------------ | --------------- | --------- | ------------------- | --------------------------------- |
| 14,7-22 °Blg       | 4,2-6 °Blg      | 20-40 IBU | 17-30 SRM 33-60 EBC | 5,5-9,5%                          |

Surowce – do produkcji porterów bałtyckich używa się słodu monachijskiego lub wiedeńskiego jako podstawę zasypu oraz czekoladowego lub czarnego (barwiącego) przetworzonego tak, aby usunąć gorycz. W zasypie spotykany jest także słód crystal oraz różne dodatki niesłodowane. Kiedyś używano także słodów brown oraz amber. Nie ma wielkich wymagań dotyczących używanych chmieli, gdyż główną rolę w tym gatunku piwa grają smaki i aromaty pochodzące od słodów. Najczęściej są to chmiele kontynentalne. Drożdże najczęściej dolnej fermentacji, a jeśli używane są drożdże fermentacji górnej, należy fermentować piwo w niskiej temperaturze.
Wygląd – piwo takie powinno mieć kolor od ciemnoczerwono-miedzianego do nieprzejrzystego ciemnobrązowego (ale nie powinno być całkowicie czarne). Piana powinna być gęsta, długo utrzymująca się na powierzchni; powinna mieć kolor kremowy lub żółtobrązowy. Porter Bałtycki powinien być raczej klarowny, aczkolwiek dopuszcza się, aby ciemniejsze wersje były całkowicie nieprzeźroczyste.
Aromat – aromat tego gatunku powinien być słodki, bez kwaskowości. Powinien on mieć bogate aromaty słodowe kojarzące się z aromatem toffi, karmelu, orzechów, melasy czy lukrecji. Zapachy estrowe i alkoholowe powinny być delikatne. Ciemne słody powinny objawiać się aromatami czekoladowymi, kawowymi, melasowymi, ale nie powinny wnosić nut spalenizny. Nie powinny być wyczuwalne również aromaty chmielowe. W miarę upływu czasu w piwie powinny pojawiać się oczekiwane nuty utlenienia poprzez aromaty kojarzone z suszonymi śliwkami, rodzynkami, figami, wiśniami, winem porto lub sherry.
Smak – niemal takie same deskryptory jak w przypadku aromatu, a więc przede wszystkim bogata słodowość. Smak Porteru Bałtyckiego to mieszanka trzech smaków – słodowości, alkoholu i estrów (w tym wypadku suszonych owoców). Pierwsze odczucia powinny być związane ze słodyczą piwa, jednak smaki ciemnych słodów powinny bardzo szybko dominować i utrzymywać się do końca degustacji. Smaki te to przede wszystkim paloność, kawowość i czekoladowość, a dodatkowo pojawiają się smaki karmelowe, orzechowe, toffi i melasy. Wraz z czasem pojawiają się pożądane smaki wynikające z utlenienia; tak jak w przypadku aromatu są to smaki ciemnych lub suszonych owoców, porto, sherry. Goryczka między średnią a niską, która ma zbalansować słodowy profil piwa. Inne smaki pochodzące od użytego chmielu mogą występować (nie muszą), lecz powinny wtedy być bardzo delikatne.
Odczucie w ustach – piwo to powinno być pełne, treściwe i gładkie. Wysoka zawartość alkoholu powinna przyjemnie rozgrzewać przełyk. Nagazowanie od średniego do średnio-wysokiego (co daje wrażenie jeszcze większej treściwości) jednak nagazowanie nie powinno zdominować odczucia w ustach.
Przykłady komercyjne – Żywiec Porter, Okocim Porter, Imperium Prunum, Komes Porter Bałtycki.

## Polski porter bałtycki
Porter bałtycki produkowany jest w Polsce od początku istnienia tego gatunku. Najstarszym, dostępnym porterem polskim jest Żywiec Porter, którego receptura sięga 1881 roku.
Portery bałtyckie należą do najbardziej cenionych piw z Polski i uważane są przez piwoznawców za jedne z najlepszych porterów bałtyckich na świecie. Portal Ratebeer klasyfikujący piwa z całego świata wśród 15 najlepszych piw polskich wymienia 9 porterów bałtyckich. W charakterystyce gatunków i odmian piw stworzonej przez amerykańską instytucję BJCP jako wzorcowe przykłady komercyjne porterów bałtyckich (Baltic Porter) wymienione są trzy piwa z Polski. Najsłynniejszy krytyk piwny Michael Jackson w swojej książce Great Beer Guide – 500 Classic Brews wymienia z polskich piw jedynie trzy – trzy portery z: Okocimia, Elbląga i Żywca.
W II Gwiazdkowej Degustacji Porterów w Moskwie w 2008 roku na 31 porterów bałtyckich z całego świata rosyjscy degustatorzy za najlepszego uznali Grand Imperial Porter z Browaru Amber. Rok później tę samą rywalizację wygrał Porter warmiński, a drugie miejsce zajął Żywiec Porter. W IV edycji Gwiazdkowej Degustacji Porterów w 2010 roku ponownie rywalizację wśród porterów bałtyckich wygrał Porter warmiński z Browaru Kormoran. W 2011 r. w rozgrywanym w Melbourne konkursie The Australian International Beer Awards brązowy medal w kategorii porter bałtycki zdobył Żywiec Porter. W 2012 na największym europejskim konkursie European Beer Star medal złoty w kategorii porter bałtycki otrzymało piwo Porter warmiński z browaru Kormoran, w 2013 na tym samym konkursie medal złoty w kategorii porter bałtycki otrzymało piwo Komes Porter Bałtycki z Browaru Fortuna. W 2014 r. w Denver podczas największego piwnego festiwalu na świecie World Beer Cup piwo Komes Porter Bałtycki zdobyło brązowy medal w kategorii porter bałtycki. W 2015 r. na konkursie European Beer Star w Niemczech w kategorii porter bałtycki pierwsze miejsce zdobył Okocim Porter (Carlsberg Polska), a trzecie Porter warmiński (Kormoran).
W roku 2016, uwarzone przez Browar Kormoran piwo Imperium Prunum zostało ocenione przez użytkowników portalu Ratebeer jako najlepsze polskie piwo oraz zajęło dwudzieste siódme miejsce w klasyfikacji najlepszych piw z całego świata.

## Święto Porteru Bałtyckiego
Od 2016 roku w trzecią sobotę stycznia obchodzone jest Święto Porteru Bałtyckiego (ang. Baltic Porter Day), które ma na celu promowanie tego stylu piwa. Pomysłodawcą Święta jest znawca porterów bałtyckich i bloger piwny Marcin Chmielarz.

## Lista polskich porterów bałtyckich warzonych kiedyś i obecnie (m.in.)
- Lwówek Porter 18° warzony przez Browar Lwówek
- Grand Imperial Porter warzony przez Browar Amber
- Black Boss Porter[11] warzony przez Browar Witnica
- Żywiec Porter warzony przez Bracki Browar Zamkowy w Cieszynie
- Ciechan Porter 18°, Ciechan Porter 22°, Porter Grudniowy warzone przez Browar Ciechan
- Lwówek Porter warzony przez Browar Lwówek
- Cornelius Baltic Porter warzony przez Browar Piotrków
- Komes Porter[12] warzony przez Browar Fortuna
- Porter warmiński warzony przez Browar Kormoran
- Krajan Porter, Krajan Porter Miodowy[13] warzone przez Browar Krajan
- Porter Łódzki warzony przez Browar Nr 1 w Łodzi
- Okocim Porter warzony przez Browar Okocim
- Porter Bałtycki warzony przez Browar Staropolski
- Porter Bałtycki warzony przez Browar na Jurze w Zawierciu
- Porter Bałtycki warzony przez Browar Zamkowy Cieszyn
- Porter Bałtycki warzony przez Perła – Browary Lubelskie
- Książęce Porter Bałtycki warzony przez Tyskie Browary Książęce
- WRCLW Porter Bałtycki NITRO warzony przez rzemieślniczy Browar Stu Mostów
- Ragnar Imperial Baltic Porter warzony przez rzemieślniczy Browar Trzech Kumpli